# Zeilen op de Olympische Zomerspelen 1948

de 5 klassen tijdens de Olympische Zomerspelen 1948

Zeilen is een van de sporten die beoefend werden tijdens de Olympische Zomerspelen 1948 in Londen. De zeilwedstrijden werden gehouden bij Torquay aan de Engelse zuidkust.
Er werd in vijf klassen om de medailles gestreden, vier alleen voor mannen en één open klasse (draken).
Nederland behaalde twee bronzen medailles op deze Spelen bij het zeilen, in de Eenmans Olympiajol door Koos de Jong en in de Star klasse door Bob Maas en Edward Stutterheim.
België behaalde op deze Spelen geen medailles bij het zeilen.

## Heren

### Eenmans Firefly
| rang   | sporter            | land             |
| ------ | ------------------ | ---------------- |
| Goud   | Paul Bert Elvström | Denemarken       |
| Zilver | Ralph Evans jr.    | Verenigde Staten |
| Brons  | Koos de Jong       | Nederland        |

### Star klasse
| rang   | sporter                                       | land             |
| ------ | --------------------------------------------- | ---------------- |
| Goud   | Hilary Smart/Paul Smart                       | Verenigde Staten |
| Zilver | Carlos de Cardenas sr./Carlos de Cardenas jr. | Cuba             |
| Brons  | Bob Maas/Eddy Stutterheim                     | Nederland        |

### Stormvogel klasse
| rang   | sporter                                               | land             |
| ------ | ----------------------------------------------------- | ---------------- |
| Goud   | Stewart Morris / David Bond                           | Groot-Brittannië |
| Zilver | Duarte de Almeide Bello / Fernando Pinto Coelho Bello | Portugal         |
| Brons  | Lockwood Pirie / Owen Torry jr.                       | Verenigde Staten |

### 6m R-klasse
| rang   | sporter                                                                                                | land             |
| ------ | --- | ---------------- |
| Goud   | Herman Whiton / Alfred Loomis / James Weekes / Michael Mooney / James Smith                            | Verenigde Staten |
| Zilver | Enrique Sieburger / Emilio Hornps / Rufino Rodriquez de la Torre / Rodolfo Rivademar / Julio Sieburger | Argentinië       |
| Brons  | Tore Holm / Torsten Lord / Martin Hindorff / Karl Ameln / Gösta Salén                                  | Zweden           |

### Drakenklasse
| rang   | sporter                                              | land       |
| ------ | ---------------------------------------------------- | ---------- |
| Goud   | Thor Thorvaldsen / Sigve Lie / Hakon Barfod          | Noorwegen  |
| Zilver | Folke Bohlin / Hugo Johnson / Gösta Brodin           | Zweden     |
| Brons  | William Eldred Bernsten / Ole Berntsen / Klaus Baess | Denemarken |

## Medaillespiegel
| rang   | land             | goud | zilver | brons | total |
| ------ | ---------------- | ---- | ------ | ----- | ----- |
| 1      | Verenigde Staten | 2    | 1      | 1     | 4     |
| 1      | Denemarken       | 1    | 0      | 1     | 2     |
| 3      | Groot-Brittannië | 1    | 0      | 0     | 1     |
| 3      | Noorwegen        | 1    | 0      | 0     | 1     |
| 5      | Zweden           | 0    | 1      | 1     | 2     |
| 6      | Argentinië       | 0    | 1      | 0     | 1     |
| 6      | Cuba             | 0    | 1      | 0     | 1     |
| 6      | Portugal         | 0    | 1      | 0     | 1     |
| 9      | Nederland        | 0    | 0      | 2     | 2     |
| totaal | totaal           | 5    | 5      | 5     | 15    |

Athene 1896 · 
Parijs 1900 · 
St. Louis 1904 · 
Londen 1908 · 
Stockholm 1912 · 
Antwerpen 1920 · 
Parijs 1924 · 
Amsterdam 1928 · 
Los Angeles 1932 · 
Berlijn 1936 · 
Londen 1948 · 
Helsinki 1952 · 
Melbourne 1956 · 
Rome 1960 · 
Tokio 1964 · 
Mexico-stad 1968 · 
München 1972 · 
Montréal 1976 · 
Moskou 1980 · 
Los Angeles 1984 · 
Seoel 1988 · 
Barcelona 1992 · 
Atlanta 1996 · 
Sydney 2000 · 
Athene 2004 · 
Peking 2008 · 
Londen 2012 · 
Rio de Janeiro 2016 · 
Tokio 2020 · 
Parijs 2024 · 
Los Angeles 2028

Medaillewinnaars
Atletiek · Basketbal · Boksen · Gewichtheffen · Hockey · Kanovaren · Lacrosse (demonstratie) · Moderne vijfkamp · Kunstwedstrijden · Paardensport · Roeien · Schermen · Schietsport · Schoonspringen · Turnen · Voetbal · Waterpolo · Wielersport · Worstelen · Zeilen · Zwemmen